# Gonomyia tenuipollex
Gonomyia tenuipollex là một loài ruồi trong họ Limoniidae. Chúng phân bố ở miền Australasia.